# تاكهيرو أوتاني
تاكهيرو أوتاني (باليابانية: 大谷 武大) (6 ديسمبر 1980 في إيباراكي في اليابان – )؛ هو لاعب كرة قدم ياباني سابق كان يلعب كلاعب وسط.

## وصلات خارجية
- تاكهيرو أوتاني على موقع رابطة كرة القدم اليابانية للمحترفين (اليابانية)